# 北国走一遭
《北国走一遭》（英語：Kevin of the North，又译《小狗快跑》）是2001年上映的关于艾迪塔罗德狗拉雪橇比赛的电影。电影拍摄于阿拉斯加州，男主角凯文·曼利由斯基特·奥里奇主演。影片讲述主角必须参加艾迪塔罗德狗拉雪橇比赛以证明他有足够的资格继承祖父的遗产。2003年2月4日发行DVD版，标题为《寒冷的狗》（Chilly Dogs）。

## 情节
凯文·曼利得到消息，他的祖父逝世了，他将获得所有遗产。然而，他必须去阿拉斯加州，为了收集他的财产。于是，他辞去工作，离开了洛杉矶的卡诺加公园，虽然他的老板警告他，但他决定放弃这份工作，并前往阿拉斯加州的安克雷奇。
到达目的地后，曼利发现自己必须参加一年一度的狗拉雪橇比赛，证明自己的能力，才能获得土地，否则土地就不属于他。
在阿拉斯加，他遇到了一些其他的参赛者：美丽的邦尼·莱文古德（娜塔莎·韩丝翠饰演），愚蠢的卡特（里克·梅奥尔饰演），警长内德·帕克（拉科恩·玛诺饰演）和当地律师克莱夫·桑顿（莱斯里·尼尔森饰演）。
他在阿拉斯加发现了一些祖父的东西：一顶毛皮帽、一件外套、一把剑和一本日记，日记中说祖父在此发现了黄金。
可是另外两个参赛者克莱夫·桑顿和卡特试图破坏比赛，让曼利无法获胜，以得到土地和皇金。克莱夫承诺支付给卡特1000美元，让卡特盗窃了曼利的爱斯基摩犬，并燃烧了他的雪橇、帐篷和补给品。
曼利只好用剩下的积蓄买了新的雪橇、帐篷、冬天的衣物和参赛的狗。他的狗的名字分别是Farty、Trooper、Pierre、Barker、Gumly、Snowflake。
比赛开始后，曼利开始考虑应该怎样适应路径和可能遇到的危险。在这个过程中，曼利和狗结成了深厚的友谊，并和邦尼建立了感情。
克莱夫和卡特都计划着怎样组织曼利获得冠军，试着组织曼利比赛。卡特破坏了曼利的雪橇，使曼利遭遇了事故，不过他在印第安部落的照料下又获得了健康。一个晚上，克莱夫和卡特把一些肉放在曼利的帐篷周围，吸引一只熊破坏帐篷，使曼利和他的狗受到惊吓。曼利很快发现了他们的计划，并且警告他们远离自己。
因为暴雪曼利和邦尼宿营在山洞中，他们发现了一件夹克，凯文认为这属于他的祖父。地图告诉他们此地名叫狼山，凯文认为祖父的金子就在这里。雪停之后，他们果然在雪堆下面掘出了许多黄金。
然而，克莱夫和卡特绑架了邦尼。曼利带领他的狗救出了邦尼，并且设法击败克莱夫和卡特，赢得了艾迪塔罗德狗拉雪橇比赛。克莱夫掏出了一把手枪，但他失误打中了一个油桶，使车库爆炸了，而克莱夫还在里面。
克莱夫虽然侥幸存活了，但他因为自身的行为被逮捕了。曼利赢得了比赛，得到了一个金杯和一束花。他问邦尼是否愿意嫁给他，邦尼同意了。曼利得到了祖父的黄金，建立了一个小木屋，和邦尼、自己的女儿和一群狗快乐的生活着。

## 演员
- 斯基特·奥里奇饰演凯文·曼利：本片男主角，为了继承祖父遗产而在阿拉斯加州参加狗拉雪橇比赛。
- 娜塔莎·韩丝翠饰演邦尼·莱文古德：艾迪塔罗德狗拉雪橇比赛的参赛者。
- 里克·梅奥尔饰演卡特：艾迪塔罗德狗拉雪橇比赛参赛者，他在追踪凶手，并试图阻止曼利赢得比赛。
- 拉科恩·玛诺饰演内德·帕克：小镇的警长。
- 莱斯里·尼尔森饰演克莱夫·桑顿：当地律师，认为此地的财产属于自己，他企图获得土地，挖掘金矿。
- 杰伊·布拉佐饰演里斯金德先生。

## DVD版
- 发行日期：2003年2月4日
- 宽频
- 地区：1
- 音轨：英语（杜比数字2.0立体声）
- 字幕：英语
- 时间：102分钟
- 特典：影片集锦、访谈、b-roll
- ASIN: B00007I6FN[1]
- UPC: 025192281020[1]

## 脚注
1. 1 2  . Chilly Dogs.   [February 4, 2003]. （原始内容存档于2010-02-01）.